# Міхаловка
Міхаловка (словац. Michalovka) — річка в Словаччині, колишня притока Полгоранки — в сучасності впадає у водосховище Орава, протікає в окрузі Наместово.
Довжина приблизно 5.2-6.7 км. Витік знаходиться в масиві Підбескидська Верховина — на висоті близько 740 метрів; схил гори Брестовка. Протікає територією міста Наместово.
Впадає в Полгоранку на висоті приблизно 600—603 метри — в сучасності устя затоплене водосховищем Орава.